# Ghiacciaio Maitland
Il ghiacciaio Maitland (in inglese Maitland Glacier) è un ghiacciaio situato sulla costa di Bowman, nella parte sud-orientale della Terra di Graham, in Antartide. Il ghiacciaio, il cui punto più alto si trova a circa 473 m s.l.m., fluisce lungo il versante occidentale delle cime Hitchcock fino a entrare nell'insenatura Mobiloil, andando così ad alimentare quello che rimane della piattaforma di ghiaccio Larsen C.

## Storia
Il ghiacciaio Maitland appare indistintamente già nelle fotografie aeree scattate da Sir Hubert Wilkins il 20 dicembre 1928 mentre appare più chiaramente in quelle scattate da Lincoln Ellsworth nel novembre del 1935 e dal Programma Antartico degli Stati Uniti d'America nel 1940. Il ghiacciaio fu così battezzato nel 1952 dal Comitato consultivo dei nomi antartici in onore di Osborn Maitland Miller della American Geographical Society, che utilizzò le fotografie di Wilkins e di Ellsworth per tracciare la prima mappa di quest'area.